# استخوان پس‌اوربیتال

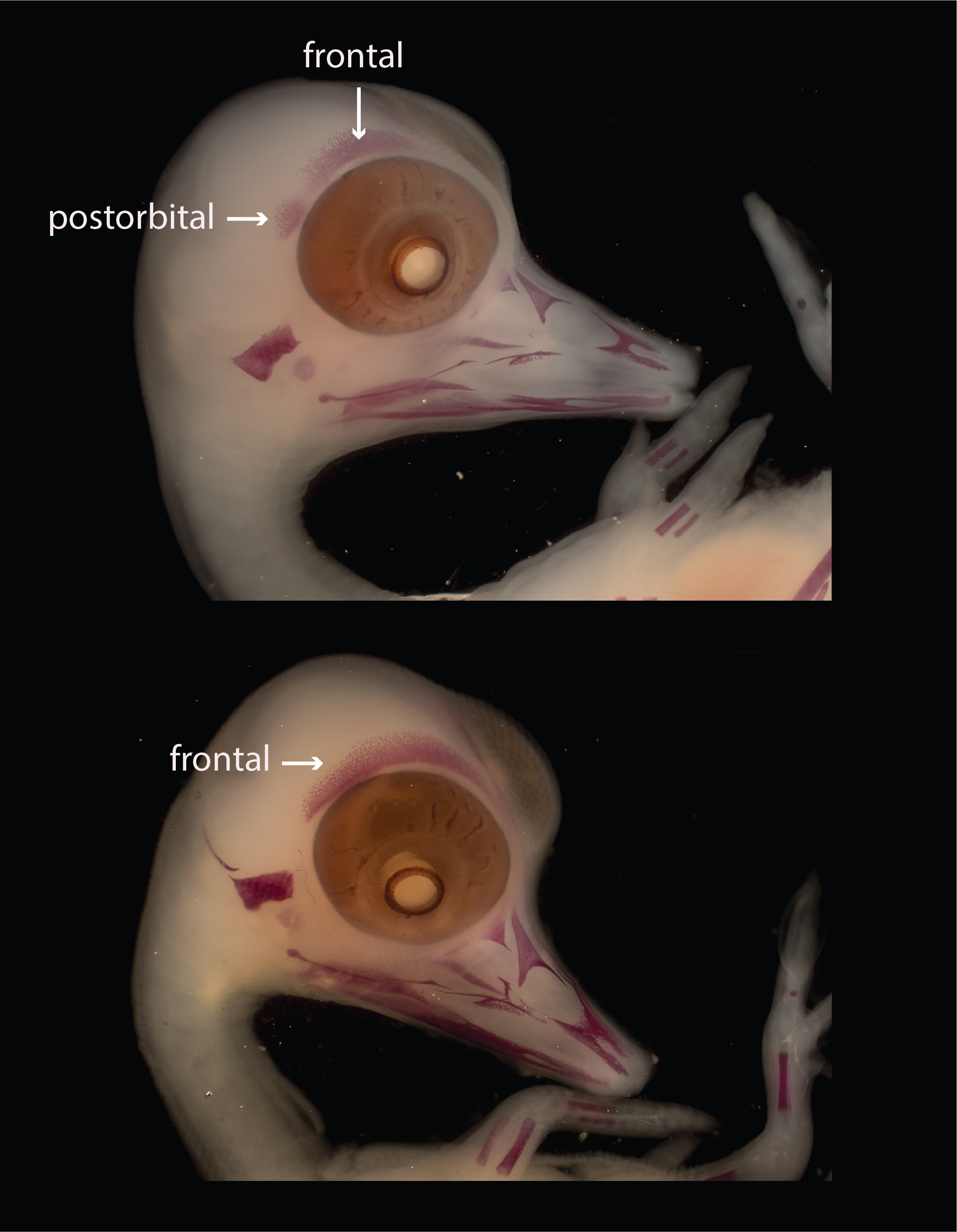
پس‌اوربیتال جنین اردک که در طول تکامل با قسمت پیشانی ترکیب می‌شود.

پس‌اوربیتال (به انگلیسی: Postorbital bone) یکی از استخوان‌های جمجمه مهره‌داران است که بخشی از سقف پوستی جمجمه و گاهی حلقه‌ای در پیرامون مدار را تشکیل می‌دهد. به‌طور کلی، در پشت پس‌فرونتال و در پشت اربیتال قرار دارد. در برخی از مهره‌داران، پس‌اوربیتال با پس‌فرونتال ترکیب می‌شود تا پس‌اوربیتوفرونتال ایجاد شود. پرندگان به عنوان جنین یک پس‌اوربیتال جداگانه دارند، اما استخوان پیش از بیرون آمدن با قسمت پیشانی جوش می‌خورد.

نمودار جمجمه درومیسوروس، یک دایناسور دونده‌خزنده. پس‌اوربیتال به رنگ آبی تیره است.